# Ronaldo Silva
Ronaldo Silva, född den 10 juli 1962 i Guarujá, Brasilien, är en brasiliansk fotbollsspelare som tog OS-silver i fotbollsturneringen vid de olympiska sommarspelen 1984 i Los Angeles.